# 史密斯威森M327 TRR8型左輪手槍
史密斯威森M327 TRR8（英語：Smith & Wesson Model 327 TRR8；TRR8，全稱：Tactical Rail Round 8）是一款由美国槍械公司史密斯威森旗下的性能中心以史密斯威森M327（史密斯威森M27的8發弹巢和钪合金底把版本）為藍本研製及生產的8發式“N型底把”雙動操作式戰術型左輪手槍，發射.357 S&W馬格南或火力相對較弱的.38 S&W特種彈這二種子彈。

## 歷史
傳統轉輪手槍都使用钢或不鏽鋼材料製成，一般全槍質量較大，不便攜行。為應對市場需求，史密斯威森一直追求左輪手槍向輕量化發展的方向，不斷探尋新材料。
1950年代初，隨著航空技術的發展，史密斯威森開始採用鋁合金製作轉輪座，使左輪手槍的全槍質量大為減輕，但鋁合金的強度不高，並非理想材料。自1998年開始，史密斯威森將左輪手槍的槍管套、轉輪座採用比鋼輕得多的钛合金材料製作。但使用鈦合金的轉輪座往往又達不到相應的強度，於是史密斯威森又開始積極尋找質量較輕、強度高的理想材料，最終將目光轉向了採用稀有金屬鈧合成的鈧合金。
另一方面，隨著需求的增加，雷射瞄準器、戰術燈等附件紛紛通過導軌加裝在軍警用半自動手槍上，以滿足戰術使用要求。在半自動手槍向戰術型轉變進行得如火如荼之時，左輪手槍自然也不甘落後。正是基於兩大創新元素，誕生了令人耳目一新的新派左輪手槍。

## 概述
史密斯威森M327 TRR8使用鈧合金，既不會出現轉輪座強度不足的問題，又實現了高度輕量化，並且可以發射大威力馬格南子彈。史密斯威森M327 TRR8具有由性能中心製造的性能中心扳機連扳機阻、由性能中心性能中心調整的槍機和附件導軌。其中槍管下方和轉輪座頂部設有兩條可拆卸式附件導軌，可以附加光學瞄準鏡和雷射瞄準器等，實現了左輪手槍戰術化的理念。

## 流行文化

### 電子遊戲
- 2012年—：於2015年一次更新中添加的武器，命名為“R8轉輪手槍”（R8 Revolver），可由雙方陣營所使用，奇怪地發射.50 AE子彈，普通攻擊模式為雙動式射擊，次要攻擊模式為速射。
- 2012年—《战争前线》：命名为“S&W M&P R8”，以副武器之姿出现并可被所有职业使用。使用8发弹巢，为抽奖武器，可以改裝瞄准镜（EOTECH 553全息瞄准镜、绿点全息瞄准镜、红点瞄准镜、手枪瞄准镜、Leupold Deltapoint红点瞄准镜）。拥有黄金版本，增加威力与射程。
- 2015年—：命名為「.357 RS」，發射.357麥格農子彈，8發弹巢，初始攜彈量為32+8發。單人模式之中能夠由主角尼古拉斯·門多薩所使用。聯機模式中於武器商店中價格為$16,800，能夠由執法機關機械師（Mechanic）所使用（罪犯解鎖條件為：以任何陣營進行遊戲使用該槍擊殺1250名敵人後購買武器執照）。可加裝各種進階照準器（改進版機械瞄具、迷你、德爾塔）、附加配件（電筒、戰術燈、激光瞄準器）及槍口零件（制退器、補償器、重槍管、消焰器）。

## 資料來源
- （英文）—Manfacturer: Smith & Wesson （页面存档备份，存于）—Model 327 TRR8
- （简体中文）—《輕兵器》－战术转轮手枪“第一”史密斯-韦森M327 TRR8/M&P R8 （页面存档备份，存于）

## 外部連結
- （英文）—The Firearm Blog.com—POTD: Smith & Wesson Model 327 TRR8 （页面存档备份，存于）
- （英文）—GunGunsGuns.net—Smith & Wesson Model 327 TRR8 （页面存档备份，存于）
- （英文）—Personal Defense World.com—
  - Next-Gen .357 Mag: The Smith & Wesson Performance Center M&P R8 （页面存档备份，存于）
  - Sureshot Air Pistol Revolvers by Umarex and ASG （页面存档备份，存于）